# Ileana Ghione
Ileana Ghione (Cortemilia, 15 gennaio 1931 – Roma, 3 dicembre 2005) è stata un'attrice italiana.

## Biografia
Dopo avere studiato negli anni cinquanta all'Accademia nazionale d'arte drammatica di Roma, avendo come insegnante Sergio Tofano, partecipò a diversi sceneggiati televisivi tra gli anni cinquanta e gli anni settanta, tra cui Jane Eyre, Una tragedia americana, David Copperfield, I Buddenbrook, Madame Curie, Una donna, oltre a trasmissioni radiofoniche.
Le frequenti apparizioni televisive per tutti gli anni sessanta ne fecero un volto popolarissimo del teatro italiano. Interpretò, tra le altre cose, Come le foglie di Giacosa, accanto a Tino Carraro.
In seguito si diede alla carriera teatrale. Divenne anche imprenditrice, acquistando e riadattando, il 9 dicembre 1980 a Roma, il vecchio teatro di via delle Fornaci, a poca distanza da piazza San Pietro, rinominato Teatro Ghione. Per il suo impegno, nel 2001, fu insignita del titolo di Grande Ufficiale dell'Ordine al Merito della Repubblica Italiana della Repubblica Italiana da Carlo Azeglio Ciampi.
Morì nel dicembre 2005 per un aneurisma all'aorta dopo avere accusato un malore mentre recitava nel suo teatro l'Ecuba di Euripide: accasciatasi sul palcoscenico, dopo aver detto "Scusatemi, mi sento male", fu trasportata in camerino e poi condotta all'ospedale San Filippo Neri, dove sarebbe morta di lì a poco. La camera ardente venne allestita nello stesso teatro e la sepoltura avvenne al cimitero Flaminio di Prima Porta a Roma in forma privata, come da sue volontà.

## Filmografia parziale

Raoul Grassilli e Ileana Ghione nello sceneggiato Rai, Madame Curie (1966)

### Cinema
- Il raccomandato di ferro, regia di Marcello Baldi (1959)
- Prima della lunga notte (L'ebreo fascista), regia di Franco Molè (1980)

### Televisione
- Il romanzo di un maestro, regia di Mario Landi – miniserie TV (1959)
- Una tragedia americana, regia di Anton Giulio Majano – miniserie TV (1962)
- Nozze di sangue, regia di Vittorio Cottafavi (1963)
- I grandi camaleonti, regia di Edmo Fenoglio – miniserie TV (1964)
- Vita di Dante, regia di Vittorio Cottafavi – miniserie TV, episodi 1x01-1x02-1x03 (1965)
- Come le foglie, regia di Edmo Fenoglio – teleteatro (1965)
- David Copperfield, regia di Anton Giulio Majano – miniserie TV, episodio 1x01 (1965)
- Madame Curie, regia di Guglielmo Morandi – miniserie TV (1966)
- In trappola, regia di Flaminio Bollini (1967)
- Liliom, regia di Eros Macchi – teleteatro (1968)
- Le inchieste del commissario Maigret – serie TV, episodio 3x03 (1968)
- I piccoli borghesi, regia di Edmo Fenoglio (1968)
- I corvi, regia di Sandro Bolchi – teleteatro (1969)
- La moglie ideale, regia di Daniele D'Anza – teleteatro (1969)
- Rebecca, regia di Eros Macchi – film TV (1969)
- L'anitra selvatica, regia di Ottavio Spadaro – teleteatro (1970)
- L'ereditiera, regia di Edmo Fenoglio – teleteatro (1971)
- I Buddenbrook, regia di Edmo Fenoglio – miniserie TV (1971)
- Il carteggio Aspern, regia di Sandro Sequi[5]
- Rosmersholm, regia di Vittorio Cottafavi - teleteatro (1972)
- L'allodola, regia di Vittorio Cottafavi - teleteatro (1973)
- La bella addormentata nel frigo (da "Racconti fantastici" di Primo Levi), regia di Massimo Scaglione
- La donna del mare, regia di Sandro Sequi - teleteatro (1973)
- Ritratto di signora, regia di Sandro Sequi – miniserie TV (1975)
- Una donna, regia di Gianni Bongioanni – miniserie TV (1977)
- Le miserie 'd Monsù Travet - teleteatro (1982)
- Aeroporto internazionale – serie TV, episodio 2x26 (1987)

## Radio
- Ma non è una cosa seria, regia di Anton Giulio Majano – radiodramma (1955)
- La donna del mare, regia di Corrado Pavolini – radiodramma (1956)
- Il trapano, regia di Guglielmo Morandi – radiodramma (1959)
- Il misantropo, regia di Flaminio Bollini – radiodramma (1961)

## Teatro
- Candida di George Bernard Shaw, regia di Silverio Blasi. Teatro Ghione di Roma, 25 novembre 1986.